# لوفسان نامسراي أويون-إردين
لوفسان نامسراي أويون-إردين (مواليد 29 يونيو 1980) هو سياسي من منغوليا كان يشغل منصب رئيس وزراء منغوليا منذ 27 يناير 2021، حتى استقالته في 3 يونيو 2025، بعد خسارته تصويتًا بحجب الثقة وسط احتجاجات واسعة استمرت لثلاثة أسابيع، استقال أويون إردين في 3 يونيو وسيعمل كقائم بأعمال حتى يتم تعيين بديل.
أعاد مجلس الدولة الأعلى تعيين أويون إردين رئيسًا لوزراء منغوليا في 5 يوليو 2024، عقب فوز حزب الشعب المنغولي بولاية ثالثة في الانتخابات البرلمانية لعام 2024. ورغم حصول حزب الشعب المنغولي على أغلبية برلمانية، اختارت أويون إردين تشكيل حكومة "ائتلافية كبيرة " مع أحزاب المعارضة.
بصفته رئيسًا للوزراء، أطلق أويون إردين سياسة الإنعاش الاقتصادي الجديدة في أعقاب جائحة كوفيد-19، كجزء من خطة التنمية لرؤية منغوليا 2050. كما قدّم منصة الحكومة الرقمية "منغوليا الإلكترونية"، وأجرى تعديلات دستورية لتوسيع البرلمان واعتماد نظام التمثيل النسبي المختلط.
قبل أن تصبح رئيسة للوزراء، كانت أويون إردين وزيرة ورئيسة أمانة مجلس الوزراء لحكومة منغوليا من 2 فبراير 2019 إلى 27 يناير 2021.

## الحياة المبكرة والتعليم
ولد في 29 يونيو 1980 في أولان باتور. في سن 21، بدأ أويون إردين حياته المهنية من خلال العمل كرئيس لمكتب عمدة مدينة بيرخ في مقاطعة خينتي. عمل لاحقًا في منظمة الرؤية العالمية كمدير منطقة مسؤول عن جمع التبرعات من المنطقة الأوروبية. في عام 2008، شغل منصب رئيس قسم التنمية الاجتماعية في منطقة بايانزورخ البلدية. كما شغل مناصب مختلفة في حزب الشعب المنغولي (MPP)، بدءًا من رئيس القسم السياسي. كما شغل أيضًا منصب رئيس جمعية الشباب المنغولي الديمقراطي الاجتماعي، وهي منظمة الشباب التابعة للحزب. في عام 2016، انتُخب لأول مرة كعضو في مجلس الدولة الكبير من حزب الشعب المنغولي. من عام 2019 إلى عام 2021، تولى رئاسة إدارة الشؤون الحكومية، وتم تعيينه رئيسًا لوزراء البلاد في 27 يناير 2021.
تخرج أويون إردين من كلية كينيدي للحكومة بجامعة هارفارد بدرجة الماجستير في الإدارة العامة في منتصف مسيرتها المهنية في عام 2015.
في عام 2016، انتُخب عضوًا في البرلمان المنغولي عن منطقة خينتي. قاد مظاهرات عديدة، أبرزها تلك التي نُظمت عام 2018 وشارك فيها أكثر من 30 ألف مواطن ضد الفساد الحكومي.

## رئيس أمانة مجلس وزراء منغوليا
بصفتها رئيسة أمانة مجلس الوزراء في منغوليا عام ٢٠١٩، ساهمت أويون-إردين في تعديل دستور منغوليا. وقد عزّزت هذه التعديلات صلاحيات رئيس الوزراء.
خلال فترة توليه هذا المنصب، وضع أويون-إردين خططًا لبرنامج مدته خمس سنوات لتوسيع البنية التحتية الرقمية في منغوليا. وكان أول إجراء في هذا البرنامج هو إطلاق منصة "منغوليا الإلكترونية"، وهي منصة إلكترونية توفر 182 خدمة مختلفة للمواطنين.